# Os renovadores

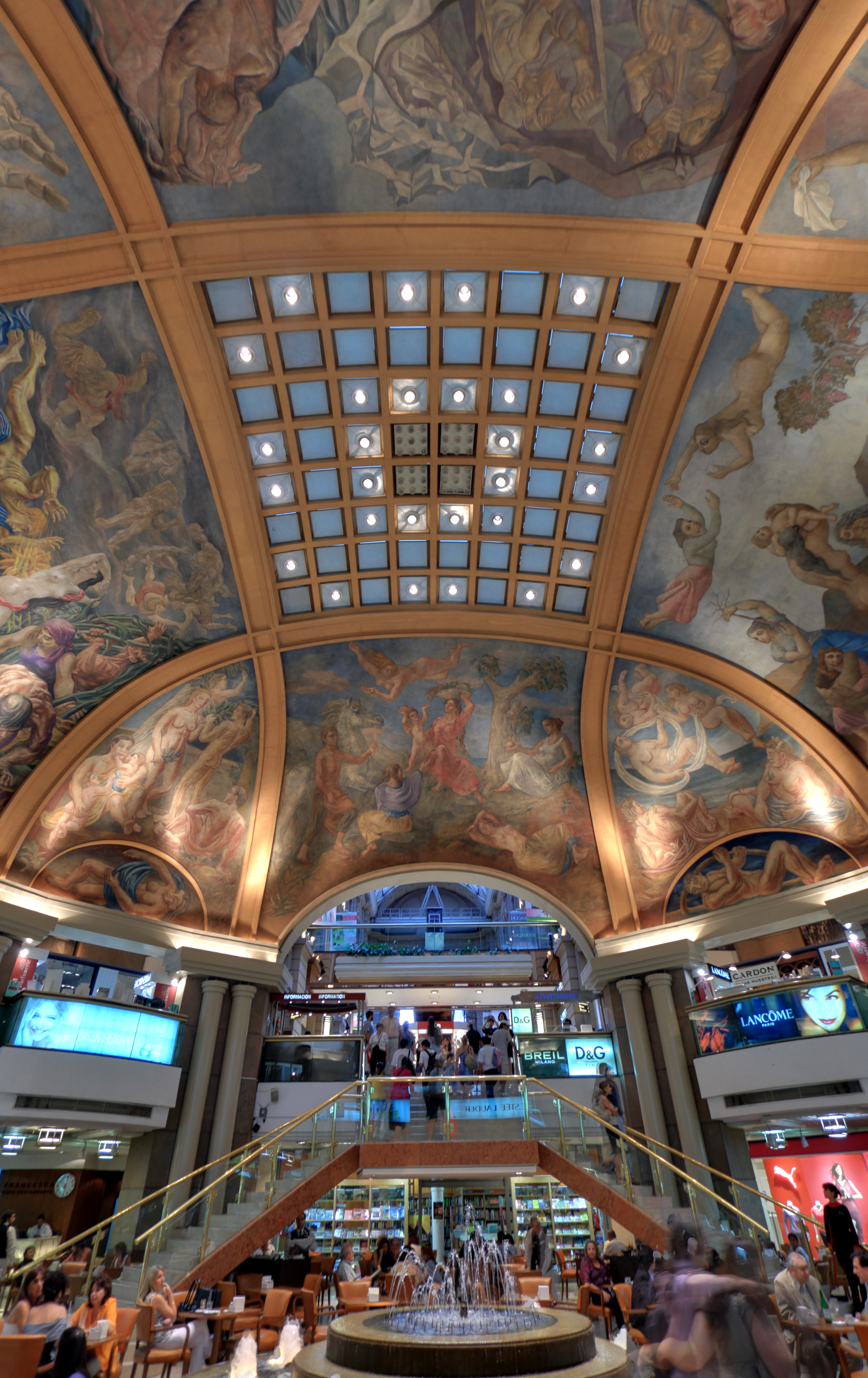
Mural de Manuel Colmeiro en les Galerías Pacífic en Buenos Aires

Os novos (Els Nous), Os renovadores (Els Renovadors), o Moviment Renovador, va ser un grup d'artistes gallecs que va voler renovar les formes plàstiques de l'art gallega en la primera meitat del segle xx, especialment a partir de la dècada de 1920.

## Artistes
Sent com va ser un moviment ampli i divers, que responia més a un moment de l'art gallega que a un grup definit (per exemple, els lligats a un manifest específic de les avantguardes), el grup varia consonant l'època i els criteris utilitzats. Carlos Maside, Arturo Souto, Manuel Colmeiro, Luis Seoane, Xosé Eiroa, Fernández Mazas, Manuel Torres i Xosé Otero Abeledo "Laxeiro", entre uns altres, són generalment considerats membres del grup.
A vegades és inclòs José Frau, que té obres en col·leccions d'art gallegues (Afundación de Abanca, Museu Provincial de Pontevedra, Museu de Belles Arts de la Corunya i Museu Gallec d'Art Contemporània Carlos Maside), i va néixer en Vigo, però va deixar a Galícia amb l'edat de tres anys (Picasso va passar cinc anys a la Corunya, durant els quals va rebre formació artística, va pintar i va fer la seva primera exposició individual, però mai és col·locat en el grup dels Renovadors). S'acostuma incloure també Virxilio Blanco, que va anar per Cuba molt jove, però va mantenir vincles amb artistes gallecs i es va formar en les aules del Centre Gallec d'Havana.
Pel suport i influència que van tenir sobre ells, també és comú incloure Castelao, Camilo Díaz Baliño o l'escultor Francisco Asorey, donat que també ells van promoure aquesta renovació.
Seguint diferents criteris artístics, formals o cronològics, hi ha molts més artistes inclosos amb el mateix nom, com Urbano Lugrís, els germans Mario i Eugenio Granell, Maruxa Mallo i el seu germà Cristino, o alguns anys després com María Antonia Dans, alumna de Lolita Díaz Baliño (il·lustradora i primera dona membre de la Real Acadèmia Gallega de Belles Arts, al costat de María Corredoira) amb Elena Gago; o Ángel Johán, Andrés Colombo, Francisco Miguel, Ochoa, Luís Huici, Álvaro Cebreiro, Pesquera, Concheiro, Bonome etc.
Un cas a considerar separadament seria Isaac Díaz Pardo, que després de l'assassinat del seu pare Camilo Díaz, va continuar el llegat de la seva gran família d'artistes de la generació anterior a la seva i va renovar les formes de design i ceràmica juntament amb la seva esposa Carme Arias, a Luís Seoane i a l'arquitecte Andrés Fernández Albalat, tot i haver parat de pintar els anys 70 i haver afirmat que ho va fer "perquè no havia una altra opció, vam haver d'avançar".

## Els antecedents
Els esforços per mantenir la dignitat de la cultura gallega en totes les seves dimensions són continus des dels Segles Foscos, tant en el camp de les arts (per exemple en el agromar del barroc compostel·là), científic i didàctic (amb Martín Sarmiento i Benito Jerónimo Feijoo), com en el literari, amb descobriments recents que mostren que no va ser un temps totalment estèril.
Al segle xix, la busca de la cultura gallega es va intensificar, i diversos esdeveniments van dur a un ressurgimento literari en la segona meitat, sobretot en la poesia. En les arts plàstiques, particularment en la pintura, a la fi d'aquest segle i inici del segle xx, existeix una afinitat entre els artistes gallecs per la pintura de paisatge romàntic i després-impressionista influenciada per Cézanne. Entre ells hi ha un sentiment regionalista de reivindicació dels paisatges gallecs, i ells comparteixen una crítica, verbalitzada per Valle-Inclán, a una certa jerarquia estètica que priorizava l'eix Madrid-València. Aquells anys, diversos dels artistes més prometedors van morir joves i es parla d'una generació malalta (A xeración doente).

#### Galeria d'imatges dels predecessors
- O xantar, de Silvio Rodríguez, do rexionalismo paisaxista.
- Escena de romaría, de Xenaro Carrero, membre de la "generació malalta".
- O gaiteiro, Jaspe Moscoso.
- Pardo de Cela por Manuel Ángel Álvarez.[a]
- Banho de cavalos de Román Navarro, al Museo de Belas Artes de Corunya.
- Estribela, de Alfredo Souto Cuero.
- Retrato de Emilia Pardo Bazán, por Vaamonde Cornide.
- Paisaxe de inverno de Serafín Avendaño.[b]

## Les avantguardes
En Europa, en l'inici del segle i en el període entre guerres, les avantguardes van aparèixer fortament. Els artistes de l'Estat espanyol que participen d'aquests moviments ho fan principalment en l'exterior, anant de Catalunya especialment per França (Picasso, Juan Gris, Miró, Dalí...). En Galícia, el grup Nós pretén dignificar i lligar la cultura gallega a l'europea i dona una primera contribució a l'avantguarda, i als anys 20 sorgeix la generació de 25, la gran renovadora de la poesia i del teatre gallec, continuant el treball de modernitzar la literatura gallega de la generació anterior. Tot i així, tot i incorporar elements d'avantguarda, no va haver-hi una ruptura total amb la tradició; de la mateixa forma, els artistes plàstics gallecs nascuts en la primera dècada del segle no trenquen amb artistes una mica més vells que ells, com Díaz Baliño, Daniel Castelao o l'escultor Francisco Asorey, i per la seva banda no pretenen trencar amb la tradició gallega, però valorar-la, democratitzar-la i renovar-la. Escriptors i artistes plàstics es reuneixen entorn de El Pueblo Gallego, que comença a publicar obres gràfiques i escriptures en castellà i gallec.

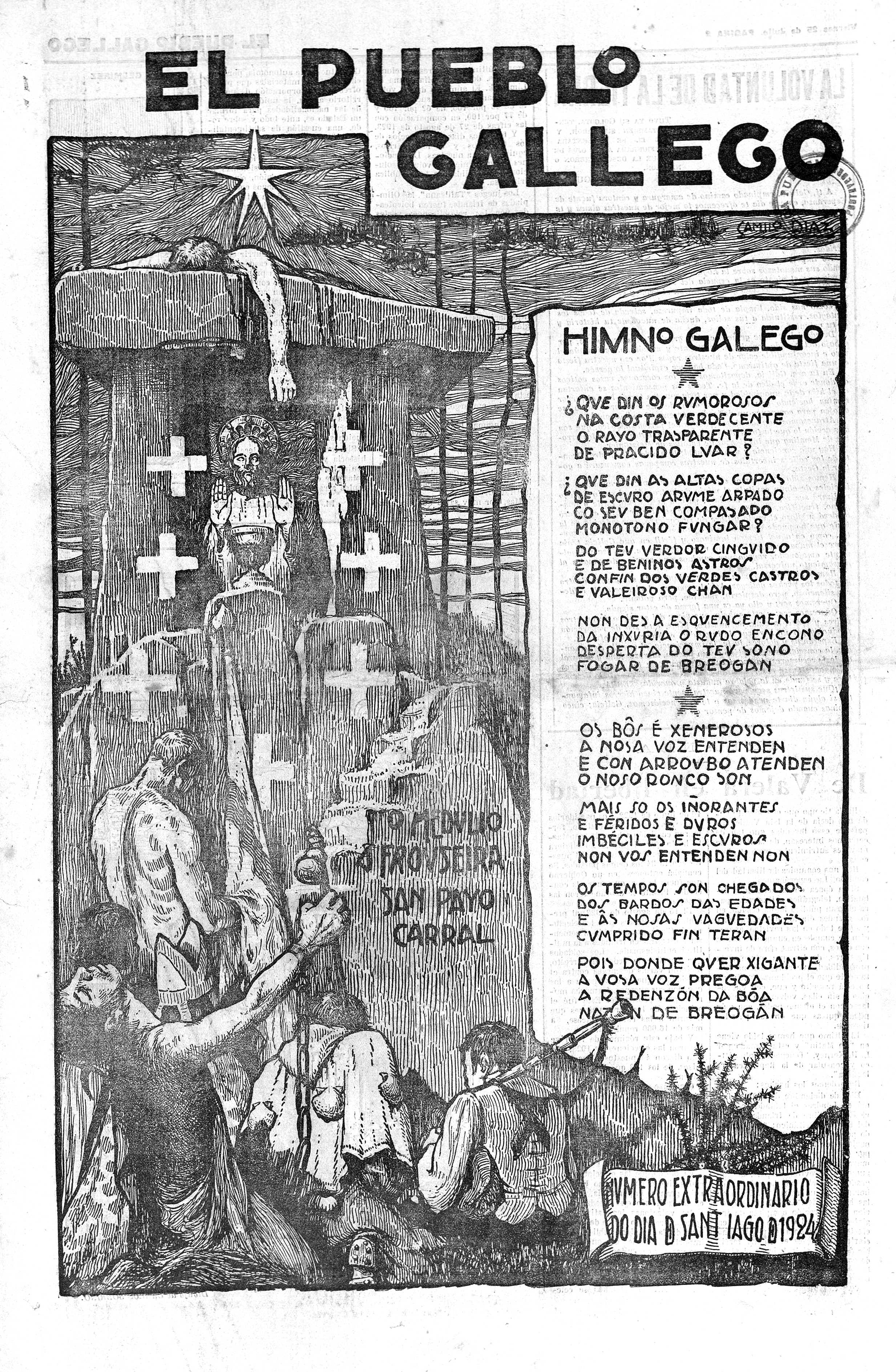
Camilo Díaz capa de la revista El Pueblo Gallego

En 1921 la Junta para la Aplicación de Estudios, presidida per Santiago Ramón y Cajal, va concedir a Castelao una dotació econòmica per aprendre sobre l'avantguarda en Europa. Passa deu mesos viatjant per França, Bèlgica i Alemanya, i un any després publica fragments del seu diari de viatge en la Revista "Nós" (la publicació integral només va ser feta 20 anys després de la seva defunció, i és composta per 314 pàgines amb dibuixos i retalls).

En el seu diari, a 24 d'abril, escriu Castelao:

El poble d'Espanya pensa que per ser universals ha de deixar de ser espanyol d'esperit i als que fem art nacional (nacional gallec) se'ns demana que matem l'esperit regional i que siguem espanyols; i ara pregunto: si tens cura que el fet que l'art no tingui fronteres vol dir que ha de ser cosmopolita. Per què no ens demanes que matem l'esperit espanyol? Bé, si l'art espanyol pot sortir d'Espanya, també ho poden fer el gallec, el basc, el català.

Per ell, l'art ha de ser universal i cosmopolita, però lligada al poble i a la cultura mare. A l'entrar en contacte amb l'art d'avantguarda d'Europa Central, ell fa comentaris a vegades desqualificadors. Sobre Picasso, que després de la seva formació a la Corunya i Barcelona desenvolupava el cubisme en París, Castelao diu: "Ell em sembla una farsa (...) ho considero poc més que un aficionat d'art" (pàgines 97-98), però després reconsiderà la seva opinió i va afirmar que era culte, intel·ligent i "un gran empresari català" (encara que fos també andalús de naixement i gallec per adopció) En el viatge per Europa s'interessa per les filosofies d'avantguarda, però no tant per la seva concretud plàstica, i prefereix les avantguardes russes perquè estan "lligades al poble". Ja de retorn a Galícia, publica un assaig sobre el cubisme, en el qual s'interessa per la seva estruturação de la pintura i del real, diu que el fons de les avantguardes pot ser "boig però no ximple", i es correspon amb el seu conterrâneo de Rianxo, el poeta Manuel Antonio.
Castelao busca renovar l'art gallega alliberant-la de formalismes estranys que la constrangem, i busca en les arrels la identitat.
| « | Cal tornar a la innocència, al folklore (...) on es va tallar la nostra tradició. Hem de ser més primaris o primitius en el nostre art... | » |

Manuel Antonio mostra concordância, mas responde:
| « | No hauria de ser més que un punt de partida orientat cap a un punt de la rosa dels vents; llavors has de començar a caminar | » |

Carlos Maside va ser altre dels Novos que més va viatjar, va tenir borses de pràctiques en París i Madrid, i part de la seva obra va ser seleccionada al costat de Maruxa Mallo, Arturo Souto i altres pintors per ser exposades en diverses capitals dels Estats Units pel Carnegie Institute com nous pintors espanyols. A París, ell va ser atret pel treball dels impressionistes Gaugin i Van Gogh, que van influenciar el seu treball a més dels cubistes, el realisme màgic i l'expressionisme, i pels escrits del professor de la Bauhaus Vassili Kandinski. A més de la pintura, va fer altres treballs gràfics com diversos cartells, fins i tot per la campanya de l'Estatut de 1932-36. Va ser pioner en la formació de la Col·lecció d'Art Contemporània pel Seminari d'Estudis Gallecs, i proposa a l'Ajuntament de Santiago la creació d'una Biblioteca d'Art en el Pavelló Paseo de la Ferradura. Al contrari dels artistes que van emigrar, ell va formar part de l'exili interior. En Vigo va fer amistat amb artistes una mica més joves que ell, com el seu nebot Julio Maside o Laxeiro, contemporanis de la generació literària de les Festes Minervais i una mica més joves que la Promoción d'enlace.
Manuel Colmeiro Guimarás va ser un altre element dels Nous que va viatjar contínuament, el que va complementar la seva formació acadèmica amb de més autodidacte. En 1928 va ser també bolseiro del Consell Provincial de Pontevedra, i gràcies a això va poder freqüentar llocs com el Prado. Es va exiliar en l'Argentina, on faria els murals de la cúpula de les Galerías Pacífic. Durant aquests anys va participar de l'ambient d'exili relacionant-se amb Luis Seoane, Rafael Dieste i Rafael Alberti entre d'altres. En 1949 es va canviar per Paris, on va viure fins 1989 quan va tornar a Galícia. Els anys 60, vindria l'èxit amb exposicions en Londres, París i Madrid, i diversos premis i reconeixements els anys 80. Va morir en Salvaterra de Miño en 1999 amb 98 anys. La seva filla Elena Colmeiro va ser escultora i ceramista, formada en l'Argentina.

#### Murals de Colmeiro en les Galerías Pacífic
- 1
- 2
- 3
- 4

Luís Seoane, referint-se a les preocupacions que es manifestaven enmig intel·lectual i estudantil de Santiago de Compostel·la en el primer terç del segle xx, va dir a Víctor Freixanes:

| « | Els corrents de "simplicismus" van preocupar i interessar molt, dins de l'"art nouveau". El centre artístic i intel·lectual europeu va començar a traslladar-se de París a Berlín tant en la pintura i les arts plàstiques com en el pensament filosòfic i polític (...) Àustria també va ser molt present, Paul Klee, Grosz... Tot això, encara que pugui semblar curiós, era conegut a la Galícia inquieta d'aquells anys. | » |

- Museu Castelao em Pontevedra
- Mural de Seoane

### Escultura
En l'escultura Francisco Asorey, nascut en 1889 com el seu amic Camilo Díaz, va seguir alguns postulats figuratius, però amb una policromia vibrant de textura expressionista i temes nous. Sense aconseguir el rupturismo o la iconoclastia i abstracció d'algunes avantguardes, va causar diverses polèmiques per les formes i la iconografia. En un encàrrec per una clientela de l'Estrada (Pontevedra) va representar la Verge Maria amb una hòstia al pit i el pare no va voler l'escultura. La mateixa iconografia que Díaz Baliño hi havia utilitzat en els seus cartells per l'Estatut d'Autonomia de Galícia, amb l'hòstia de l'escut del Regne de Galícia (i avui oficial de la Comunitat Autònoma) en el pit d'una santa laica carregada de simbolisme.
- Escultura de Asorey
- Design de Díaz Baliño

La guerra li va dur molts amics, com Camilo, però ell continuava en exili intern, fent fins i tot obres de temàtica religiosa. La seva néta en 2013 va atribuir cert oblit a aquesta circumstància. Asorey també va fer monuments la grans figures de la cultura gallega, com el filòsof il·luminista Benito Jerónimo Feijoo, l'escriptor del Rexurdimento Curros Enríquez o l'astrònom de Lalim, Pontevedra, Ramón Mª Aller.
En 2019, la seva obra A Santa, de 1926, va tornar a la terra on va ser feta, després de gairebé set dècades en el Centre Gallec de Montevidéu, per l'exposició Galicia, una història en el món, amb curadoria de Gago Mariño. Presentat en la seva època en l'Exposició Nacional de Belles Arts (on seria premiat seu Francisco d'Assis), va trencar amb el políticament correcte de l'època i va arribar a ser criticat per Valle-Inclán i per la reina (àvia de Filipe VI). En entrevista a la premsa en 1956, Asorey va afirmar que aquesta era l'obra amb la qual estava "més satisfet".

### Entre tradició i renovació
- Desenhos de peças arqueológicas, Enrique Campo

El moviment en Galícia va ser menys disruptivo que altres avantguardes. Alhora que valoraven la tradició, eren molt cosmopolitas, i el treball d'altres persones va ser fonamental per aquell moviment, des de la generació Nusos a científics del Seminari d'Estudis Gallecs, arqueòlegs, etc. i és aquí que entra l'Enrique Campo amb només quatre anys de treball però molt intens, practicant amb nous camps del dibuix, arqueologia i il·lustració científica.
- Leiteira, Santiago de Compostela
- Mosteiro de São Francisco, Compostela
- Praça de Compostela, em Vigo
- Chafariz Fonte dos golfinhos, Pza. Rep. Argentina em Madrid
- Els renovadors van aportar obres per alimentar el Seminário de Estudios Gallegos, una institució truncada durant el franquisme.

### Els surrealistes

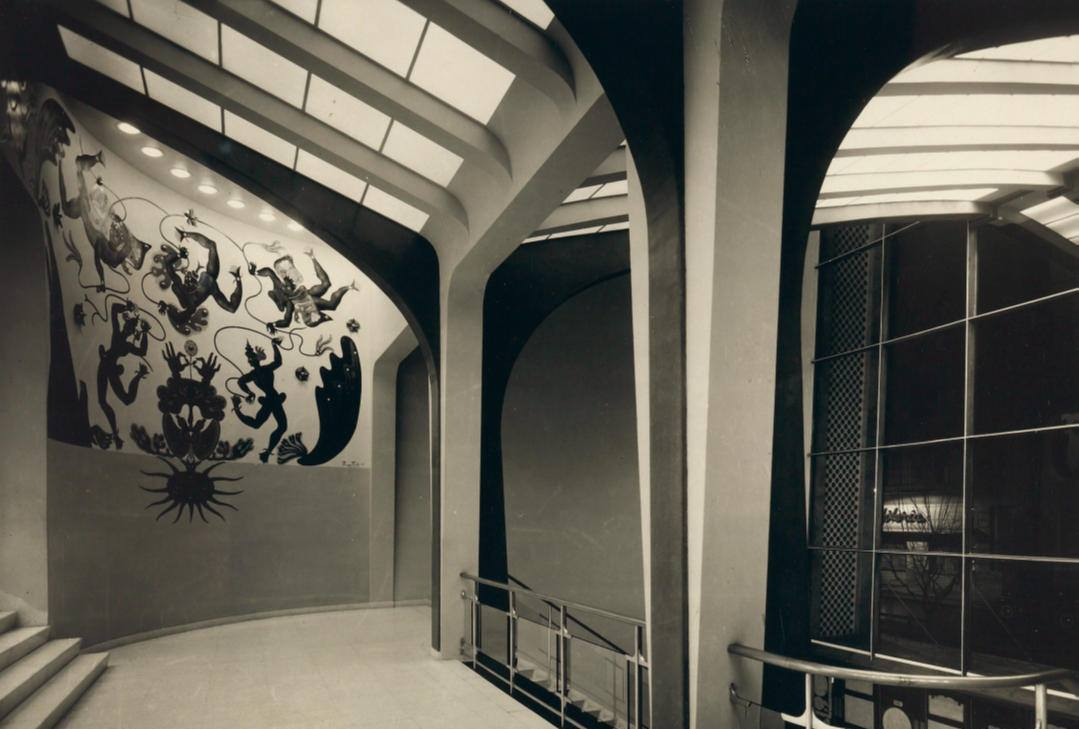
Mural de Maruxa Mallo en el Los Angeles Cinemes en Buenos Aires

Part del moviment renovador va ser especialment influenciat pel surrealisme. La pintora vivariense Maruja Mallo tenia forts llaços amb artistes i escriptors com André Bretón, Lorca, Buñuel, Neruda, Alberti, Miguel Hernández etc. i amb renovadors gallecs com Luis Seoane; just estant lluny de la seva terra, el mar de Galícia va ser inclòs com tema en la seva obra (i.g. Cuaderno de Bueu). Estant en Vigo durant la revolta feixista, Mallo va aconseguir fugir per Portugal. Amb l'ajuda de Gabriela Mistral, ambaixadora de Xile en Lisboa, va aconseguir viatjar per l'Argentina, fixant-se després en Nova York. Altres artistes marcats per la guerra van ser Francisco Miguel, muralista que va treballar amb Alfaro Siqueiros, era amic de Diego Rivera i Picasso, va il·lustrar obres de Borges i Gabriela Mistral, i va ser assassinat en 1936. El pintor Urbano Lugrís, fill de Lugrís Freire, històric galeguista contrari de la ideologia de Franco, va ser forçat a prendre partit del feixisme, com altres artistes. A més de pintor amb relleu per temes marins influenciats pel surrealisme, va treballar en escenografies i fins arquitectura, com la capella surrealista dels Reis Mags de Bueu.

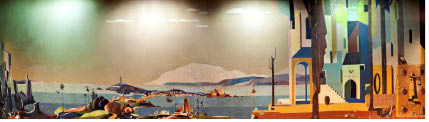
"Vista de la Coruña 1669", mural de Lugrís declarat d'Interès Cultural

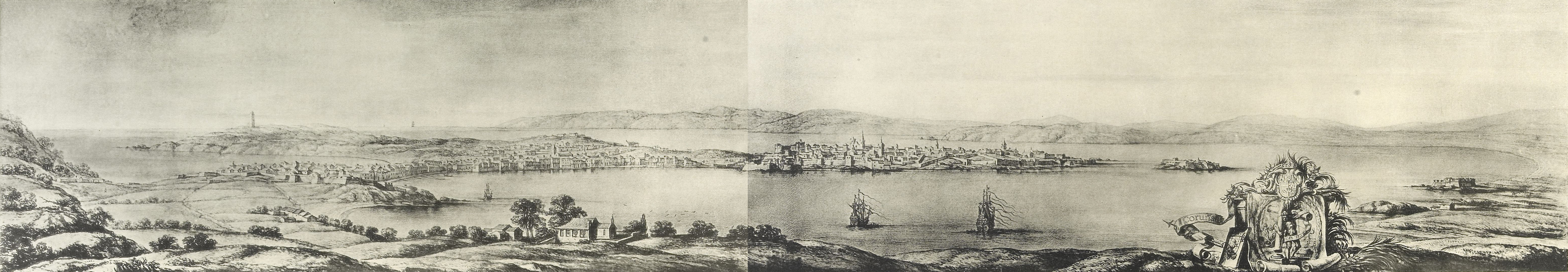
"Vista de la Coruña", per Pier Mª Baldi, en 1669

### L'escenografia i el teatre
Els anys 20 els membres de les Germanors de la Parla es preocupaven amb el teatre i molts eren els autors; entre els anys 1922 i 1926 van fundar a Escola Dramàtica Gallega, havent-hi una esplèndida època teatral, en la comprensió de Leandro Carré Alvarellos. Alguns dramaturgs preeminents van ser Ramón Cabanillas (La man de la santiña, El mariscal), Armando Cotarelo Valledor (Mourenza) i Vicente Risco. En la producció literària de l'inici del segle, Antonio Noriega Varela i Ramón Cabanillas van ser un pont entre l'estètica del segle XIX i l'estètica d'avantguarda. Noriega Varela ofereix una visió poètica i impressionista de la naturalesa, iniciant una tendència anomenada "neovirgilianismo" o "paisatgisme humanista", continuada per Aquilí Iglesia Alvariño. Cabanillas assimila la poesia de Curros Enríquez, Rosalía de Castro i Eduardo Pondal, duent també elements modernistes. En la Generació de 25, l'autor de major relleu va ser Rafael Dieste. L'escenografia és diversificada, amb elements surrealistes i simbolistes. En l'inici de la dècada de 1930, l'andalús Lorca va fundar La Barraca, grup amb el qual va recórrer la península Ibèrica, i del qual van haver participat en l'escenografia Urbano Lugrís i Ernesto Guerra de la Cal. Fruit de la seva amistat amb artistes gallecs, Lorca va escriure sis poemes en llengua gallega, publicats en 1935.
- Teatro de Isaac Fraga em 1922. Vinte anos depois construiria o primeiro cinema da Galiza
- La Barraca indo a Vigo. Guerra da Cal esteve nos primórdios da companhia, e atuou como 'assistente linguístico' para os Seis poemas galegos de Lorca.
- Urbano Lugrís trabalhou de escenógrafo vários anos com 'La Barraca'.
- Castelão, já no exílio, pintando as máscaras para Os vellos non deben de namorarse

En 1888 es publiquen els primers còmics gallecs, però seria en les primeres dècades doc. XX quan el dibuix es desenvoluparia com eina de análisemna clau de la zombaria eeda crítica soci-política (en charge). L'humor gràfic es lligava a la reticència pròpia del país i formava part de la literatura del grup Nusos, autors com Risco, que després transitava per una serietat cerimoniosa, signava com Polichinela i publicava textos satírics com El porc dempeus, encara que noutras peces com El búfón de el'Rei formula un humor més complex; Otero Pedrayo, amb prosa solemne, va retratar Diego Gelmires com comediant. Del temps de les cançons de escárnio al temps dels renovadors, va haver-hi una tradició ininterrupta de literatura oral humorística, just durant els Segles Foscos. Barriga Verde, pioner dels titelles en Galícia, reflectia les querelles entre gallecs i portuguesos, com ja vaig haver fet Gabriel Feijóo segles abans en el seu cèlebre Entremés sobre la pesca del riu Miño. Diversos autors com Maside, Camilo Díaz Baliño, el seu germà Ramiro o Izquierdo Durán es van aventurar en el camp de la il·lustració humorística i de la caricatura i van recollir influències de l'humor centre-europeu, en particular el de la revista Simplicissimus. El representant gallec de l'humor gràfic que més impacte va tenir va ser Castelao, i també, encara que català de naixement, Lluis Bagaria i Bou, que va tenir una relació estreta amb Galícia. Era amic de Castelao, a qui va dissenyar, va entrevistar i va publicar més d'una vegada (com director a la revista El Sol), d'Antón Vilar Ponte, i era molt admirat per Luís Seoane. En l'escultura, Fco. Vázquez Díaz combinaria alguns retratos més clàssics amb la sátira en les seves peces de pingüins, molt lligades al surrealisme, per les quals sofriria l'acció de la censura.
- Caricatura da República de Weimar como "república sem republicanos". Bagaría e Castelao receberiam grande influência desses autores
- Pedro Muñoz Seca
- Antonio Vázquez Rei, por Camilo Díaz Baliño
- Sala do Museo de Pontevedra adicada a Castelao
- Vicente Risco, homenageado na Praça do Humor, na Corunha

## Llegat
- Indicador no complexo de Cerámicas do Castro.
- Luis Seoane, Díaz Pardo, os Núñez Búa, os Sofovich e os Scheimberg em Magdalena

La renovació de l'art va influenciar la generació següent en tots els camps artístics dels artistes gallecs, i van ser cridats per algúns de Segons Renovadors. Els exiliats van participar llavors de les noves formes de dibuix, muralismo i pintura en general, arquitectura, tipografia o ceràmica. Artistes com Seoane, els germans Granell, Eugenio i Mario, Maruxa Mallo i altres exiliats en l'estranger, encontrarom un gran eco entre l'anomenat “exili intern”, per exemple Felipe Bello Piñeiro divulgador de la olaria de Sargadelos, van fundar al tornin a Galícia Luis i Maruxa Seoane i Isaac Díaz Pardo entre d'altres. A més de Camilo Díaz i Isaac, altres membres d'aquesta família també es van dedicar a l'art, com Lolita Díaz Baliño, il·lustradora i professora, amb alumnes que van continuar a renovar l'art gallega en la postguerra, com María Antonia Dans o Eva Gago.

### La tipografía
Els renovadors van iniciar un camí de creació de noves fonts i recuperació de la tipografia tradicional en pedra, el Laboratori de Formes va continuar aquestes investigacions i creadors recents van estandarditzar fonts a partir d'elles, com la Vila Morena de Ipanema Gràfica o la Gallaecia Castelo de Carlos Núñez pare. Marcos Dopico i Natalia Crecente, de la Universitat de Vigo, van analitzar el programa tipogràfic del Laboratori de Formes, en el qual combinarien el rescat de fonts tradicionals de diferents procedències amb la sistematització de la Bauhaus i de l'escola d'Ulm, i segons Díaz Pardo, al Vkhutemas soviètic.
| « | L'obra gràfica tampoc es va associar al món de la impremta i la impressió mecànica, sinó que es va desenvolupar en un entorn local, vinculat a àmbits propers al món de l'art, la manufactura artesanal, la pedra o la il·lustració, executada per artistes i artesans. Potser per aquesta "manera de fer" tan característica del "fet a mà", que va impregnar tot el 'Laboratorio de Formas', la intuïció i la visió personal de cada artista-dissenyador va guanyar el joc de l'estandardització. (...) “Els fonaments del Laboratori de Formes es van proposar recollir els seus trets característics de la història per crear un sistema d'autoexpressió. Per a això s'utilitzarien diverses fonts; talles rupestres, inscripcions en arcs i creus de les esglésies, petroglifs, talles en eines artesanals, escultures de pa de San Andrés de Teixido, ceràmica de Buño, puntes de Camariñas... en definitiva, tots els elements patrimonials de la cultura gallega. Els principis de la modernitat, amb un ull posat en la Bauhaus i l'escola d'Ulm i l'altre en la singularitat del context geogràfic i cultural, evitant qualsevol estandardització, han evolucionat aquí per "enriquir el món amb la nostra diferència", una ideologia aplicada a tots els productes que surten del 'Laboratorio de Formas. | » |

- Ilustração de Fonseca para Os Nenos de Filgueira
- Dois exemplares do jornal "Galicia. Diario de Vigo"
- Cabeceira de A Nosa Terra
- Capa do ensaio Sempre em Galiza de Castelao
- Tipografía comercial de leite galego
- Portada gótica do cemitério pequeno de Bonaval
- Letras na Cidade da Cultura da Galiza do Gaiás
- Parróquia de Velle
- Galicia (1905)
- Marca da Cerâmica de Sargadelos (quarta fase)

Sobre investigació de teixits, Luís Seoane i Maria. I. Montero:
| « | A Galícia, el treball col·laboratiu entre Mª Elena Montero és paradigmàtic d'una manera de procedir que es recuperarà a la segona dècada del segle XXI. Seoane va dissenyar les cartes de tapissos d'Argentina i aquestes van ser fetes a Sada per Montero, que va aconseguir la riquesa cromàtica de les pintures de l'artista. Va ser una col·laboració feminista i pionera en la relació entre l'art, el disseny i l'artesania, un treball de respecte i creativitat comuna, ja que Seoane va insistir que les obres es signin conjuntament, quelcom extraordinari per a l'època. En aquestes obres es recull la tradició del tapís i la seva relació amb la pintura, així com la història de Galícia, les seves llegendes i batalles, des de l'època romànica fins al mite actual de les mariscadores, les abeurses, les lleteres, en definitiva, les dones com a figura central de la memòria i la fortalesa de Galícia. | » |

### Edificis en Galícia amb l'obra dels Renovadors
- MGAC 'Carlos Maside'
- Pinacoteca Francisco Fernández del Riego
- Pazo de Castrelos, Vigo
- Centro Social Afundación de Vigo
- MACUF da Coruña
- Museo de Belas Artes da Coruña
- Afundación, A Corunha
- Centro Galego de Arte Contemporánea, Santiago
- Cidade da Cultura do Gaiás, Santiago de Compostela
- Casa das Artes, Fundación Laxeiro, Vigo
- MARCO, Vigo
- Museo Granell, no Toural, Santiago